# Small World (álbum de Huey Lewis and the News)
Small World es el quinto álbum de estudio del grupo norteamericano de rock Huey Lewis and the News publicado por Chrysals en junio de 1988.
Aunque alcanzó el top 20 en la lista Billboard 200, el álbum no se vendió tan bien en comparación con los dos álbumes anteriores del grupo. 
Huey Lewis comentó sobre la realización del álbum: "He grabado cuatro álbumes con mi banda hasta ahora, y todos ellos estaban dentro del mismo estilo. Tenía la sensación de que era el momento de un cambio drástico: debía ser más exigente y también musicalmente más sorprendente. Era importante para nosotros hacer algo diferente, algo de lo que podamos estar orgullosos como músicos".
El álbum tuvo éxito en Europa alcanzando el número 4 en Bélgica, el 8 en Alemania, el 10 en Suiza y el número 12 en el Reino Unido. El primer sencillo del álbum, "Perfect World" entró en las listas de éxitos de los Estados Unidos y Reino Unido.

## Listado de canciones
1. "Small World (Part One)" (Hayes, Lewis) – 3:55
2. "Old Antone's" (Colla, Lewis) – 4:47
3. "Perfect World" (Alex Call) – 4:07
4. "Bobo Tempo" (Ciambotti, Hopper, Lewis) – 4:39
5. "Small World (Part Two)" (Hayes, Lewis) – 4:06
6. "Walking with the Kid" (Hayes, Lewis, Palmer) – 3:59
7. "World to Me" (Hayes, Lewis) – 5:21
8. "Better Be True" (Colla, Lewis) – 5:19
9. "Give Me the Keys (And I'll Drive You Crazy)" (Gibson, Lewis) – 4:35
10. "Slammin'" (Adams, Hayes, Palmer) – 4:32

## Posicionamiento en listas
| Lista (1988)                        | Máxima posición |
| ----------------------------------- | --------------- |
| Alemania (Media Control Charts)     | 8               |
| Australia (Kent Music Report)       | 21              |
| Bélgica (BEA)                       | 4               |
| Canadá (RPM)                        | 7               |
| Europa European Top 100 Albums      | 11              |
| Estados UnidosBillboard 200         | 11              |
| Finlandia (Suomen virallinen lista) | 5               |
| Islandia (Tónlist)                  | 9               |
| Nueva Zelanda (Recorded Music NZ)   | 28              |
| Noruega (VG-lista)                  | 12              |
| Países Bajos (Album Top 100)        | 55              |
| Reino Unidos (OCC)                  | 12              |
| Suecia (Sverigetopplistan)          | 14              |
| Suiza (Schweizer Hitparade)         | 10              |

## Certificaciones
| Región                                                          | Certificación | Unidades certificadas/ventas |
| --------------------------------------------------------------- | ------------- | ---------------------------- |
| Estados Unidos (RIAA)                                           | Platino       | 1,000,000^                   |
| Reino Unido (BPI)                                               | Oro           | 100,000^                     |
| ^ Las cifras de envíos se basan únicamente en la certificación. |               |                              |

## Personal
| - Huey Lewis - armónica, Voz - Mario Cipollina - bajo - Johnny Colla - guitarra y saxofón - Bill Gibson - batería - Chris Hayes - guitarra - Sean Hopper - teclados - Productor: Huey Lewis & the News - Productor ejecutivo: Bob Brown - Gerente de producción: Terry Persons - Ingeniero: Bob Missbach - Asistente de Ingeniero: Michael Rosen, Wm. Robinson, Tom Size, James Watts Vereeke - Mezcla: Bob Missbach - Masterizado por: Bob Ludwig - Arreglos: Greg Adams - Fotografía: Jock McDonald - Dirección de arte y diseño: Craig Frazier - Foto de Portada: Roger Ressmeyer - Notas: Chris Welch | - Greg Adams - trompeta - Ralph Arista - coros - Emilio Castillo - saxofón tenor - Dwight Clark - coros - Michael Duke - coros - Riki Ellison - coros - Jerome Fletcher - coros - David Fredericks - coros - Stan Getz - saxofón tenor - Steve Grove - saxofón tenor - Bruce Hornsby - acordeón - Joel Jaffe - coros - Stephen Kupka - saxofón barítono - Ronnie Lott - coros - Peter Michael - Percusión - Joe Montana - Coros - Jim Moran - Coros - Lee Thornburg - trompeta - David Tolmie - Coros - Tower of Power - Vientos - James Watts Vereeke - Coros |